# Văn Ký
Văn Ký có tên thật là Vũ Văn Ký, (1 tháng 8 năm 1928 - 26 tháng 10 năm 2020) ông là một nhạc sĩ nhạc đỏ và nhạc trữ tình. Ông nổi tiếng với những ca khúc Cô giáo Tày cầm đàn lên đỉnh núi, Nha Trang mùa thu lại về, Trời Hà Nội xanh,... và đặc biệt nhất là nhạc phẩm Bài ca hy vọng.

## Tiểu sử và sự nghiệp
Tên đầy đủ của ông là Vũ Văn Ký, sinh ngày 1 tháng 8 năm 1928 tại xóm Nhì, xã Liên Minh, huyện Vụ Bản, tỉnh Nam Định trong một gia đình có truyền thống nho học. Ông lớn lên trong gia đình người chú tại huyện Nông Cống, tỉnh Thanh Hoá.
Văn Ký tham gia cách mạng từ năm 1943, khi mới 15 tuổi. Năm 1944, ông bị Pháp bắt rồi sau đó được chính quyền Nhật thả ra. Năm 1945, ông cùng dân quân huyện Nông Cống tham gia giành chính quyền. Ông được kết nạp vào Đảng Cộng sản Việt Nam năm 1946.
Trong năm 1946, ông viết ca khúc đầu tay mang tên Trăng xưa. Sau đó ông được cử đi học lớp âm nhạc Liên khu 4 tại Nghệ An. Sau khi học tập, ông được điều về hoạt động văn nghệ tại Bình Trị Thiên sau đó viết ca khúc Bình Trị Thiên quật khởi được giải thưởng của hội văn nghệ Liên khu 4. Ngoài ra, ông còn viết những tác phẩm khác như: Tình hậu phương, Chiến thắng hòa bình, Nhạc cảnh Dân công lên đường, Lúa thoái tô... Từ năm 1950 đến 1954, ông làm trưởng đoàn Văn công Liên khu 4.
Năm 1954, tại Đại hội văn công toàn quốc, ông giành giải thưởng lớn với 2 nhạc cảnh Dân công lên đường và Lúa thoái tô. Từ năm 1955 đến 1957, ông tham gia ban nhạc Hội Văn nghệ Việt Nam. Năm 1957, ông trở thành hội viên sáng lập và sau đó là Ủy viên ban chấp hành Hội Nhạc sĩ Việt Nam và Ủy viên thường vụ của hội từ năm 1963 (khóa 1 và 2). Ông đã dự nhiều lớp học do chuyên gia nước ngoài hướng dẫn và sau đó được đi thực tập tại Liên Xô.
Ông hoạt động âm nhạc tại Hà Nội từ năm 1955 đến nay. Nhiều ca khúc tiêu biểu của ông đã được viết tại đây. Những ca khúc của Văn Ký đậm chất trữ tình, trong sáng và được nhiều công chúng yêu thích như: Tây Nguyên bất khuất, Cô giáo Tày cầm đàn lên đỉnh núi, Nha Trang mùa thu lại về, Trời Hà Nội xanh, Hà Nội mùa xuân... và Bài ca hy vọng. Ca khúc Bài ca hy vọng ra đời năm 1959, được đông đảo công chúng đón nhận và yêu thích, được ca sĩ Khánh Vân rồi Mỹ Bình, Trung Kiên, Lê Dung, Hồng Nhung, Lan Anh, Rơ Chăm Phiang, Đặng Ngọc Long (độc tấu ghi ta)... và nhiều nghệ sĩ khác thể hiện. Nhiều ca khúc được viết trong những chuyến đi của ông như Nha Trang mùa thu lại về, Nhớ Nha Trang, Nam Định yêu thương, Vũng Tàu bến vui, Nhớ Đồng Nai, Tôi yêu Ban Mê, Nụ cười Sài Gòn, Kỷ niệm An Khê, Gia Lai thân yêu, Chuyện tình Mũi Né... Nhạc phẩm Nha Trang mùa thu lại về là một ca khúc nổi tiếng viết về Nha Trang. Ông cũng đã xuất bản 3 đĩa nhạc Gửi về đất mẹ, Bầu trời tuổi thơ, Tiếng đàn người thiếu phụ gồm các ca khúc phổ thơ.
Văn Ký đã viết khoảng 400 nhạc phẩm trong đó có ca khúc, ca kịch, nhạc múa, giao hưởng... Ông đã viết ca kịch Nhật ký sông Thương, Đảo xa; nhạc cho cho các bộ phim truyện Cô gái công trường, Trên vĩ tuyến 17, phim tài liệu Bác Hồ muôn vàn tình thân yêu... Tổ khúc kịch múa K'Nhi gồm 7 chương viết cho dàn nhạc giao hưởng đã được biểu diễn nhiều lần ở Liên Xô và Đông Đức, được xuất bản năm 1989.
Văn Ký đã được trao tặng: Huân chương kháng chiến chống Pháp hạng 3, Huân chương kháng chiến chống Mỹ cứu nước hạng nhất, Huân chương Độc Lập hạng 3. Ông được phong tặng Giải thưởng Nhà nước về văn học nghệ thuật vào năm 2001 và truy tặng Giải thưởng Hồ Chí Minh về văn học nghệ thuật vào năm 2022.
Không lâu sau sinh nhật lần thứ 93, ông được xác nhận là đã qua đời ở Bệnh viện Hữu Nghị, Hà Nội vào lúc 9h20 sáng ngày 26 tháng 10 năm 2020.

## Tác phẩm chính
- Bài ca hy vọng (1958) - nghe nhạc sĩ Đặng Ngọc Long độc tấu bản nhạc này.
- Tây Nguyên bất khuất - Giải nhất ca khúc Hội Nhạc sĩ Việt Nam 1959).
- Cô giáo Tày cầm đàn lên đỉnh núi (1967) - Giải thưởng của Bộ Giáo dục và Đào tạo.
- Nha Trang mùa thu lại về (1978) - Giải thưởng của thành phố Nha Trang.
- Hà Nội mùa xuân (1979)
- Trời Hà Nội xanh (1983) - Giải thưởng Hồ Gươm thành phố Hà Nội.
- Chiến thắng Hòa Bình - Giải nhất ca khúc Hội văn nghệ liên khu 4.
- Ca cảnh Dân công lên đường - Giải thưởng Đại hội văn công toàn quốc năm 1954.
- Tổ khúc thiếu nhi cho piano (1968)
- 2 tiểu phẩm Hồi tưởng và Trên đồng quê (1969) viết cho violon và piano
- Biến tấu trên giai điệu Xe chỉ luồn kim (1969) cho cello và piano
- Tổ khúc vũ kịch Kơ Nhí gồm 7 chương cho dàn nhạc giao hưởng (1970) - Bằng danh dự Festival âm nhạc Quốc tế lần thứ 2 (1984).
- Ca kịch Nhật ký sông Thương (1971) và Đảo xa (1972)

## Băng đĩa, sách nhạc
- Tuyển tập ca khúc Văn Ký
- Băng nhạc Văn Ký (1994).
- Tổ khúc K`Nhi xuất bản ở Matxcơva (1989)
- CD Gửi về đất mẹ (2001)
- CD Bầu trời tuổi thơ (2002)
- Đĩa Tiếng đàn người thiếu phụ (2004)